# Alfonso Visconti
Alfonso kardinal Visconti, italijanski rimskokatoliški duhovnik, škof in kardinal, * 1552, Milano, † 19. september 1608, Macerata.

## Življenjepis
8. februarja 1591 je bil imenovan za škofa Cervie.
3. marca 1599 je bil povzdignjen v kardinala.
10. septembra 1601 je bil imenovan za nadškofa Spoleta.